# 池田光重
池田光重（?—1628年6月20日），安土桃山時代至江戶時代前期的武將。父親是池田長正。別名重信。通稱彌右衛門。

## 生平
生年不詳。文祿元年（1592年），在朝鮮之役的休戰時期中，率領50名士兵在名護屋城守備。慶長5年（1600年），在關原之戰中，因為小山評定而與哥哥知正一同屬於東軍。兒子三九郎成為哥哥的養子，並在慶長9年（1604年）繼任家督，不過在翌年（1605年）死去，於是自身繼任家督。慶長14年（1609年），向大廣寺寄進哥哥和長男的肖像畫、釣鐘、10石寺領。另外，為了祈求次男他紋丸（重長）無事成長和武運長久，重建攝津國神田村（現今池田市）的八坂神社本殿等。
慶長18年（1613年），家臣（一說是親族）關彌八郎犯下貸金横領罪（即佔有他人財物）（在捕獲辱罵豐臣秀賴的巫女時，沒有說明與妻子有關、關彌八郎向巫女借錢，卻沒有還錢、與光重的妻子私通）。翌年（1614年），以連坐形式被沒收所領，並在駿河國法命寺蟄居。同年，在大坂冬之陣中，以德川方的身份，屬於有馬豐氏隊參戰。戰後，與重長一同為了再興攝津池田氏而前往江戶，在江戶死去。

## 子孫
子孫留在江戶，經重長、貞長、貞重、興貞、貞彦、貞夫、貞一、貞瑞。貞瑞在明治7年（1874年）在沒有後嗣的情況下死去，由分家的弟弟東作存續至今。

## 外部連結
- 武家家伝＿摂津池田氏 （页面存档备份，存于）